# Black Nirvana
Black Nirvana è un singolo della cantautrice italiana Elodie, pubblicato il 31 maggio 2024 come primo estratto dal suo quinto album in studio Mi ami mi odi.

## Descrizione
Il brano è stato scritto dalla stessa cantautrice con Eugenio Maimone, Federica Abbate, Federico Mercuri, Giordano Cremona, Jacopo Angelo Èttorre, Leonardo Grillotti e prodotto da ITACA.

## Accoglienza
Il brano è stato accolto con recensioni positive dalla critica musicale, che l'ha definito un tormentone estivo del 2024.
Mattia Marzi di Rockol descrive il brano come «un automa perfetto e infallibile», trovandolo come «una sintesi» della discografia degli anni 2020 della cantante, associandolo a Guaranà e Tribale, con sonorità comprese tra «atmosfere urban» e «bassi da club». All Music Italia assegna al brano un punteggio di 8 su 10, scrivendo che sebbene il beat sia «un po’ scontato e senza interessanti variazioni», associandolo a Bagno a mezzanotte, la canzone «risulta sempre molto simile come sonorità e scelta stilistica a Mahmood». Vincenzo Nasto di Fanpage.it scrive che Black Nirvana «attinge alle sonorità house» il cui testo «racconta la ricerca del "nirvana" come esperienza sensoriale, la pace e la serenità suprema sublimata dalla passione fisica».

## Video musicale
Il video, diretto da Attilio Cusani, è stato reso disponibile in concomitanza della pubblicazione del singolo attraverso il canale YouTube della cantante.

## Tracce
Testi e musiche di Elodie Di Patrizi, Eugenio Maimone, Federica Abbate, Federico Mercuri, Giordano Cremona, Jacopo Angelo Èttorre e Leonardo Grillotti.
1. Black Nirvana – 3:04

## Classifiche

### Classifiche settimanali
| Classifica (2024) | Posizione massima |
| ----------------- | ----------------- |
| Italia            | 7                 |

### Classifiche di fine anno
| Classifica (2024) | Posizione |
| ----------------- | --------- |
| Italia            | 45        |